# Boinvilliers
Boinvilliers és un municipi francès, situat al departament d'Yvelines i a la regió de Illa de França. L'any 2007 tenia 265 habitants.
Forma part del cantó de Bonnières-sur-Seine, del districte de Mantes-la-Jolie i de la Comunitat de comunes del Pays Houdanais.

## Demografia

### Població
El 2007 la població de fet de Boinvilliers era de 265 persones. Hi havia 93 famílies, de les quals 16 eren unipersonals (16 dones vivint soles i 16 dones vivint soles), 20 parelles sense fills, 53 parelles amb fills i 4 famílies monoparentals amb fills.
La població ha evolucionat segons el següent gràfic:
Habitants censats

### Habitatges
El 2007 hi havia 119 habitatges, 92 eren l'habitatge principal de la família, 17 eren segones residències i 9 estaven desocupats. 116 eren cases i 1 era un apartament. Dels 92 habitatges principals, 89 estaven ocupats pels seus propietaris, 1 estava llogat i ocupat pels llogaters i 2 estaven cedits a títol gratuït; 1 tenia dues cambres, 4 en tenien tres, 17 en tenien quatre i 70 en tenien cinc o més. 74 habitatges disposaven pel capbaix d'una plaça de pàrquing. A 28 habitatges hi havia un automòbil i a 59 n'hi havia dos o més.

### Piràmide de població
La piràmide de població per edats i sexe el 2009 era:
| Homes | Edats   | Dones |
| ----- | ------- | ----- |
| 0     | 95 o +  | 0     |
| 0     | 90 a 94 | 0     |
| 0     | 85 a 89 | 0     |
| 0     | 80 a 84 | 0     |
| 4     | 75 a 79 | 0     |
| 0     | 70 a 74 | 0     |
| 4     | 65 a 69 | 8     |
| 8     | 60 a 64 | 16    |
| 4     | 55 a 59 | 4     |
| 16    | 50 a 54 | 16    |
| 16    | 45 a 49 | 4     |
| 12    | 40 a 44 | 4     |
| 24    | 35 a 39 | 20    |
| 4     | 30 a 34 | 20    |
| 8     | 25 a 29 | 4     |
| 4     | 20 a 24 | 8     |
| 8     | 15 a 19 | 4     |
| 24    | 10 a 14 | 16    |
| 12    | 5 a 9   | 24    |
| 16    | 0 a 4   | 4     |

## Economia
El 2007 la població en edat de treballar era de 182 persones, 138 eren actives i 44 eren inactives. De les 138 persones actives 133 estaven ocupades (69 homes i 64 dones) i 5 estaven aturades (3 homes i 2 dones). De les 44 persones inactives 14 estaven jubilades, 21 estaven estudiant i 9 estaven classificades com a «altres inactius».

### Ingressos
El 2009 a Boinvilliers hi havia 100 unitats fiscals que integraven 280 persones, la mediana anual d'ingressos fiscals per persona era de 28.422 €.

### Activitats econòmiques
Dels 8 establiments que hi havia el 2007, 1 era d'una empresa extractiva, 1 d'una empresa de fabricació d'altres productes industrials, 2 d'empreses de comerç i reparació d'automòbils, 1 d'una empresa de transport, 1 d'una empresa immobiliària i 2 d'empreses de serveis.
L'any 2000 a Boinvilliers hi havia 3 explotacions agrícoles.

## Equipaments sanitaris i escolars
El 2009 hi havia 1 escola elemental i 1 escola elemental integrada dins d'un grup escolar amb les comunes properes formant una escola dispersa.

## Poblacions més properes
El següent diagrama mostra les poblacions més properes.